# Vibram (Aude)
Pour les articles homonymes, voir vibram.
Vibram est une ancienne commune française du département de l'Aude. Érigée en commune à la Révolution française, la commune de Vibram n'a pas existé longtemps : avant 1794 déjà, la commune est supprimée et rattachée à celle de Generville.

## Référence
- Des villages de Cassini aux communes d'aujourd'hui, « Notice communale : Vibram », sur ehess.fr, École des hautes études en sciences sociales.